# Ullatti södra
Ullatti södra är en bebyggelse i Gällivare distrikt (Gällivare socken) i Gällivare kommun. Bebyggelsen klassades av SCB före 2015 som ingående i tätorten Ullatti. Vid avgränsningen 2015 klassades den som en separat småort, vilken vid avgränsningen 2020 hade färre än 50 bofasta och då avregistrerades. 

## Befolkningsutveckling
| Befolkningsutvecklingen i Ullatti södra 2015–2015 | Befolkningsutvecklingen i Ullatti södra 2015–2015 | Befolkningsutvecklingen i Ullatti södra 2015–2015 | Befolkningsutvecklingen i Ullatti södra 2015–2015 | Befolkningsutvecklingen i Ullatti södra 2015–2015 |
| ------------------------------------------------- | ------------------------------------------------- | ------------------------------------------------- | ------------------------------------------------- | ------------------------------------------------- |
|                                                   |                                                   |                                                   |                                                   |                                                   |
| År                                                |                                                   |                                                   | Folkmängd                                         | Areal (ha)                                        |
| 2015                                              | 2015                                              |                                                   | 55                                                | 46#                                               |
| Anm.: # Som småort.                               |                                                   |                                                   |                                                   |                                                   |